# Christian Sørensen
Christian Nikolaj Sørensen (ur. 6 sierpnia 1992) – duński piłkarz występujący na pozycji obrońcy w duńskim klubie FC Midtjylland.

## Kariera klubowa

### Odense Boldklub
W 2011 roku został przesunięty do pierwszej drużyny Odense Boldklub. Zadebiutował 19 maja 2011 w meczu Superligaen przeciwko AC Horsens (3:3). W sezonie 2010/11 jego zespół zajął drugie miejsce w tabeli zdobywając wicemistrzostwo Danii. Pierwszą bramkę zdobył 20 sierpnia 2011 w meczu ligowym przeciwko Lyngby BK (3:1). 23 sierpnia 2011 zadebiutował w kwalifikacjach do Ligi Mistrzów w meczu przeciwko Villarreal CF (3:0). 15 września 2011 zadebiutował w fazie grupowej Ligi Europy w meczu przeciwko Wiśle Kraków (1:3).

### Silkeborg IF
1 lipca 2013 podpisał kontrakt z klubem Silkeborg IF. Zadebiutował 28 lipca 2013 w meczu 1. division przeciwko Brønshøj BK (4:1), w którym zdobył swoją pierwszą bramkę. W sezonie 2013/14 jego zespół zajął pierwsze miejsce w tabeli i awansował do najwyższej ligi. W Superligaen zadebiutował 1 sierpnia 2014 w meczu przeciwko SønderjyskE Fodbold (0:2). W sezonie 2014/15 jego drużyna zajęła ostatnie miejsce w tabeli i spadła do 1. division.

### Þróttur
15 lipca 2016 przeszedł do drużyny Þróttur. Zadebiutował 18 lipca 2016 w meczu Úrvalsdeild przeciwko Knattspyrnufélagið Víkingur (2:0). Pierwszą bramkę zdobył 8 sierpnia 2016 w meczu ligowym przeciwko Ungmennafélagið Stjarnan (1:1).

### FC Fredericia
13 lutego 2017 podpisał kontrakt z zespołem FC Fredericia. Zadebiutował 5 marca 2017 w meczu 1. division przeciwko Næstved BK (2:1), w którym zdobył swoją pierwszą bramkę.

### Viborg FF
9 lipca 2019 przeszedł do klubu Viborg FF. Zadebiutował 26 lipca 2019 w meczu 1. division przeciwko FC Roskilde (3:0). Pierwszą bramkę zdobył 7 marca 2020 w meczu ligowym przeciwko FC Fredericia (1:3). W sezonie 2020/21 jego zespół zajął pierwsze miejsce w tabeli i awansował do Superligaen.

### FC København
31 sierpnia 2022 został piłkarzem FC København. Podpisał z tym zespołem 3-letni kontrakt. Zadebiutował 6 września 2022 w spotkaniu Ligi Mistrzów z Borussią Dortmund (0:3). Pierwszą bramkę strzelił 19 lutego 2023 w meczu z Silkeborgiem (3:0). W sezonie 2022/23 zdobył z zespołem mistrzostwo oraz Puchar Danii.

### FC Midtjylland
8 sierpnia 2024 podpisał 3-letni kontrakt z FC Midtjylland.

## Kariera reprezentacyjna

### Dania U-19
W 2010 roku otrzymał powołanie do reprezentacji Danii U-19. Zadebiutował 9 października 2010 w meczu eliminacji do Mistrzostw Europy U-19 2011 przeciwko reprezentacji Rosji U-19 (1:2).

### Dania U-20
W 2012 roku otrzymał powołanie do reprezentacji Danii U-20. Zadebiutował 29 lutego 2012 w meczu towarzyskim przeciwko reprezentacji Holandii U-20 (3:0).

## Statystyki

### Klubowe
(aktualne na dzień 8 sierpnia 2024)
| Klub               | Sezon              | Liga               | Liga  | Liga   | Puchar kraju | Puchar kraju | Europa | Europa | Suma  | Suma   |
| Klub               | Sezon              | Liga               | Mecze | Bramki | Mecze        | Bramki       | Mecze  | Bramki | Mecze | Bramki |
| ------------------ | ------------------ | ------------------ | ----- | ------ | ------------ | ------------ | ------ | ------ | ----- | ------ |
| Odense Boldklub    | 2010/11            | Superligaen        | 1     | 0      | 0            | 0            | 0      | 0      | 1     | 0      |
| Odense Boldklub    | 2011/12            | Superligaen        | 11    | 1      | 1            | 0            | 6      | 0      | 18    | 1      |
| Odense Boldklub    | 2012/13            | Superligaen        | 3     | 1      | 0            | 0            | –      | –      | 3     | 1      |
| Odense Boldklub    | Ogólnie            | Ogólnie            | 15    | 2      | 1            | 0            | 6      | 0      | 22    | 2      |
| Silkeborg IF       | 2013/14            | 1. division        | 27    | 6      | 1            | 0            | –      | –      | 28    | 6      |
| Silkeborg IF       | 2014/15            | Superligaen        | 9     | 0      | 2            | 0            | –      | –      | 11    | 0      |
| Silkeborg IF       | 2015/16            | 1. division        | 10    | 0      | 3            | 2            | –      | –      | 13    | 2      |
| Silkeborg IF       | Ogólnie            | Ogólnie            | 46    | 6      | 6            | 2            | 0      | 0      | 52    | 8      |
| Þróttur            | 2016               | Úrvalsdeild        | 12    | 2      | 0            | 0            | –      | –      | 12    | 2      |
| Þróttur            | Ogólnie            | Ogólnie            | 12    | 2      | 0            | 0            | 0      | 0      | 12    | 2      |
| FC Fredericia      | 2016/17            | 1. division        | 13    | 2      | 0            | 0            | –      | –      | 13    | 2      |
| FC Fredericia      | 2017/18            | 1. division        | 29    | 3      | 6            | 1            | –      | –      | 35    | 4      |
| FC Fredericia      | 2018/19            | 1. division        | 33    | 11     | 2            | 1            | –      | –      | 35    | 12     |
| FC Fredericia      | Ogólnie            | Ogólnie            | 75    | 16     | 8            | 2            | 0      | 0      | 83    | 18     |
| Viborg FF          | 2019/20            | 1. division        | 29    | 1      | 2            | 0            | –      | –      | 31    | 1      |
| Viborg FF          | 2020/21            | 1. division        | 31    | 4      | 2            | 1            | –      | –      | 33    | 5      |
| Viborg FF          | 2021/22            | Superligaen        | 33    | 2      | 0            | 0            | –      | –      | 33    | 2      |
| Viborg FF          | 2022/23            | Superligaen        | 7     | 2      | 0            | 0            | 6      | 0      | 13    | 2      |
| Viborg FF          | Ogólnie            | Ogólnie            | 100   | 9      | 4            | 1            | 6      | 0      | 110   | 10     |
| FC København       | 2022/23            | Superligaen        | 17    | 2      | 7            | 0            | 5      | 0      | 29    | 2      |
| FC København       | 2023/24            | Superligaen        | 19    | 0      | 3            | 1            | 7      | 0      | 29    | 1      |
| FC København       | 2024/25            | Superligaen        | 1     | 0      | 0            | 0            | 2      | 0      | 3     | 0      |
| FC København       | Ogólnie            | Ogólnie            | 37    | 2      | 10           | 1            | 14     | 0      | 61    | 3      |
| Ogólnie w karierze | Ogólnie w karierze | Ogólnie w karierze | 285   | 37     | 29           | 6            | 26     | 0      | 340   | 43     |

### Reprezentacyjne
| Reprezentacja | Rok     | Mecze | Bramki |
| ------------- | ------- | ----- | ------ |
| Dania U-19    |         |       |        |
| 2010          | 1       | 0     |        |
| Ogólnie       | Ogólnie | 1     | 0      |
| Dania U-20    |         |       |        |
| 2012          | 2       | 0     |        |
| Ogólnie       | Ogólnie | 2     | 0      |

| Mecze i gole w reprezentacji | Mecze i gole w reprezentacji | Mecze i gole w reprezentacji | Mecze i gole w reprezentacji | Mecze i gole w reprezentacji | Mecze i gole w reprezentacji | Mecze i gole w reprezentacji | Mecze i gole w reprezentacji |
| Dania U-19                   | Dania U-19                   | Dania U-19                   | Dania U-19                   | Dania U-19                   | Dania U-19                   | Dania U-19                   | Dania U-19                   |
| Lp.                          | Data                         | Miejsce                      | Gospodarz                    | Gość                         | Wynik                        | Gol                          | Rozgrywki                    |
| ---------------------------- | ---------------------------- | ---------------------------- | ---------------------------- | ---------------------------- | ---------------------------- | ---------------------------- | ---------------------------- |
| 1.                           | 09.10.2010                   | Ängelholm                    | Rosja U-19                   | Dania U-19                   | 1:2                          |                              | el. ME U-19 2011             |
| Dania U-20                   |                              |                              |                              |                              |                              |                              |                              |
| Lp.                          | Data                         | Miejsce                      | Gospodarz                    | Gość                         | Wynik                        | Gol                          | Rozgrywki                    |
| 1.                           | 29.02.2012                   | Spakenburg                   | Holandia U-20                | Dania U-20                   | 3:0                          |                              | Mecz towarzyski              |
| 2.                           | 18.04.2012                   | Gentofte                     | Dania U-20                   | Włochy U-20                  | 1:3                          |                              | Mecz towarzyski              |

## Sukcesy

### Odense Boldklub
- Wicemistrzostwo Danii (1×): 2010/2011

### Silkeborg IF
- Mistrzostwo 1. division (1×): 2013/2014
- Wicemistrzostwo 1. division (1×): 2015/2016

### Viborg FF
- Wicemistrzostwo 1. division (1×): 2019/2020
- Mistrzostwo 1. division (1×): 2020/2021

### FC København
- Mistrzostwo Danii (1×): 2022/2023
- Puchar Danii (1×): 2022/2023